# タリスマン (海洋調査船)

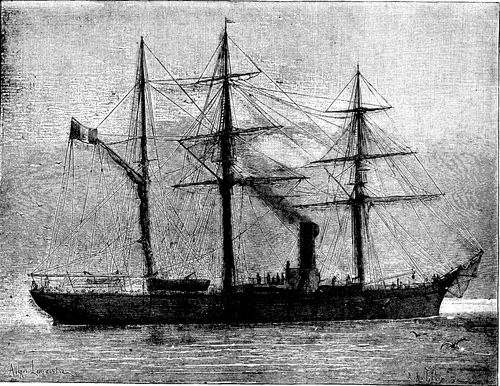
French sail-steamer Talisman

タリスマン(Talisman)はフランスの機帆船で、フランスによる深海生物調査に用いられた。

## 概要
19世紀半ばまでは、海洋の深海に生物は存在しないと考えられていた。例えば、ニコラ・ボーダンの率いた艦隊でオーストラリア沿岸を調査した博物学者、フランソワ・ペロンは海洋の底は氷に覆われていて生物は存在しないと主張し、地中海を調査したイギリスの海洋学者、エドワード・フォーブスは深さとともに海洋生物が減り、500m以深は無生物帯であるという説を発表した。その後、ノルウェーのミハエル・サーシュが1850年、500m以深の海から19種もの生物を発見し、当時始まった海底通信ケーブルの敷設作業からより深い海域でも生物の存在が確認されると各国で深海生物の調査の機運が高まった。イギリスのチャールズ・ワイヴィル・トムソンとウィリアム・ベンジャミン・カーペンター（William Benjamin Carpenter）は、1868年からライトニング（HMS Lightning ）で北大西洋の調査を行い、有名なイギリスのチャレンジャーによる海洋調査が行われたのは1872年から1876年にかけてである。
フランスでは830トンの蒸気船、トラヴァイエ（Travailleur）を使って、動物学者のアルフォンス・ミルヌ＝エドワールと海洋学者のレオポール・ド・フォラン（Léopold de Folin）らによって1880年からビスケー湾の深海調査がはじめられた。トラヴァイエより大型で能力の高い海洋調査船として選ばれたのがタリスマンである。1862年に進水した全長70m、排水量1270トンの蒸気船で、機関出力も高く、8000mの海底の調査ができる長さの直径10mmの鋼鉄製ワイヤーを装備していた。巨大なドラムとウィンチからなる補助装置で鋼鉄製ワイヤーが操作された。
タリスマンによる海洋調査は1883年から始められ、船長はトラヴァイエでも船長を務めたパルフェ（J. Parfait）が務めた。6月1日にアルフォンス・ミルヌ＝エドワールが乗船したタリスマンはロシュフォールを出港し、3ヶ月間の航海で140回の海洋掘削と、トロール調査を行ない、おもに水深1000mから5000mの、生物試料を集められた。
タリスマンはポルトガル、モロッコの海岸、カナリア諸島、カーボベルデ諸島を調査し、サルガッソー海を横断しアゾレス諸島に停泊し、ガスコーニュ湾に戻った。
イカの種、Magnapinna talismani  Fischer & Joubin(1907)や巻貝の種、Calliotropis talismani  Locard(1898)など多くの種の学名にタリスマンの名前がつけられた。